# Побратимство
Побратимство или посестримство — одна из форм ритуального родства (наряду с кумовством, молочным родством, крестильным родством и др., см. родство), известная главным образом у южных и восточных славян. У южных славян побратимство могло заключаться между лицами обоего пола, которые становились «братьями (сёстрами) по Богу», в отличие от родства «по крови». У русских обычай побратимства относился прежде всего к мужчинам, при этом побратимы назывались крестовыми братьями или назваными братьями, а побратимство — крестовым братством, поскольку при заключении братских отношений было принято меняться нательными крестами.
Побратимство — старый общеиндоевропейский обычай, удержавшийся в полной силе лишь у южных славян по условиям их национально-политической жизни, особенно в гайдучестве. Обычай побратимства («додар-хон») известен также и у горных таджиков.

## Виды побратимства[2]

### Побратимство церковное нарочное
- освящаемое;
- по молитве (греч. μετ᾽ εὐχῶν);
- по Евангелию;
- по клятве.

### Побратимство церковное случайное
- по крещению в одной и той же воде;
- вследствие совместного купанья зимой в Иордане;
- вследствие совместного хождения на поклонение в святые места;
- соединённое с испрашиванием милости Божией.

### Побратимство народное нарочное
- крестовое родство — обмен нательными крестами;
- по крови;
- заключённое над домашним очагом;
- по случаю совместного хождения для искания «росена» (русальной целебной травы);
- посредством поцелуя (лат. per osculum);
- по обету;
- между мужчиной и женщиной для избежания нежелательного брака; так, в южнославянском фольклоре встречаются мотивы, в которых обвенчанные против своего желания парень и девушка в брачную ночь совершают обряд побратимства, тем самым избегая супружеских отношений.

### Побратимство народное случайное
- одномесячных детей или близнецов — как правило, побратимство использовалось для спасения близнецов в том случае, когда жизни одного из них угрожает смерть другого. Считалось, что побратимство спасаемого близнеца с другим человеком устраняло опасность гибели;
- по молоку (груди);
- по деверству.